# Microrregión de Teresina
La microrregión de Teresina es una de las microrregiones del estado brasileño del Piauí perteneciente a la mesorregión Centro-Norte Piauiense. Su población según el censo de 2010  IBGE es 999.256 habitantes y está dividida en catorce municipios. Posee un área total de 9.213,120 km².La población de la microrregión está formada por una mayoría de negros y mulatos 61,4 %, y minorías de blancos de origen portugués y árabe 26,5 %, caboclos (mestizos de indio y blanco) 11,9 %, asiáticos 0,1 % e indígenas 0,1 %. Según el censo de 2010 habitaban 1.371 indígenas en la microrregión. 

## Municipios
- Altos
- Beneditinos
- Coivaras
- Curralinhos
- Demerval Lobão
- José de Freitas
- Lagoa Alegre
- Lagoa do Piauí
- Miguel Leão
- Monsenhor Gil
- Nazária
- Pau-d'Arco do Piauí
- Teresina
- União

- Datos: Q2667097